# BSV Beeck 05
BSV Beeck 05 is een Duitse voetbalclub uit Beeck, een stadsdeel van Duisburg.

## Geschiedenis
De club werd in 1905 opgericht als BV Beeck 05. Op 22 november 1907 sloot de club zich aan bij de voetbalbond van Rijnland-Westfalen (later de West-Duitse bond). De club begon in de B-klasse en werd in het eerste seizoen derde. In 1917 moest de club noodgedwongen de activiteiten staken wegens de Eerste Wereldoorlog. Op 3 juli 1921 fuseerde de club met Beecker TV 1887 en de nieuwe naam van de club werd TBV Beeck. In 1922 werd de club kampioen van de tweede klasse, na een beslissingswedstrijd om de titel tegen Hamborn 07 en promoveerde zo naar de hoogste klasse van de Nederrijnse competitie. De competitie werd over twee seizoenen gespreid en elk jaar werd één ronde gespeeld. Na de heenronde stond Beeck achtste op zestien clubs en in de terugronde deed de club het nog beter waardoor ze zevende eindigde. In 1924 besloot de overheid dat balsportclubs en turnclubs niet onder hetzelfde dak mochten zitten, waardoor de fusieclub zich weer splitste en opnieuw de naam BV Beeck 05 aangenomen werd. De volgende twee jaar bleef de club in de middenmoot. In 1926 ging de competitie weer over één seizoen en werd die over twee groepen gesplitst. Beeck eindigde nu voorlaatste met één punt boven VfB Bottrop en kon degradatie net afwenden. Het was echter uitstel van executie, het volgende seizoen werd Beeck laatste. Hierna slaagde de club er niet meer in terug te keren.
Ter ere van het 25-jarig bestaan werd in 1930 een galawedstrijd gespeeld tegen TuRU 1880 Düsseldorf, die met 1:4 verloren werd. Op 1 augustus 1934 fuseerde de club met SV Alemannia Beeck en nam de naam BV Alemannia Beeck 05 aan. In 1936, toen de club zo'n 400 leden telde, werd de naam opnieuw gewijzigd, nu in Grün-Weiß Beeck. Tijdens bombardementen in 1944 werden de terreinen deels verwoest. Na de Tweede Wereldoorlog werden alle Duitse clubs ontbonden. De club werd heropgericht en in 1947 werd opnieuw de oorspronkelijke naam Ballspielverein Beeck 05 aangenomen.
In 1952 promoveerde de club naar de Bezirksliga, toen nog de vierde klasse en speelde daar tien jaar. Het duurde tot 1979 vooraleer de club weer kon promoveren, intussen was de Bezirksliga de zesde klasse. Intussen speelde de club weer in de Kreisliga.